# Sam Williamson (Schwimmer)
Samuel „Sam“ Williamson (* 19. Dezember 1997 in Mount Waverley, Victoria) ist ein australischer Schwimmer. Er gewann bei Weltmeisterschaften bis 2024 eine Goldmedaille, zwei Silbermedaillen und eine Bronzemedaille. Bei Commonwealth Games erschwamm er ebenfalls einmal Gold, zweimal Silber und einmal Bronze.

## Sportliche Karriere
Williamson gradierte 2023 an der Melbourne University. Er schwamm 2024 für Melbourne Vicentre.
Williamson wurde 2022 australischer Meister über 50 Meter Brust. Bei den Commonwealth Games 2022 in Birmingham belegte Williamson über 100 Meter Brust den dritten Platz hinter dem Engländer James Wilby und seinem australischen Landsmann Zac Stubblety-Cook. Über 50 Meter Brust wurde Williamson Zweiter hinter dem Engländer Adam Peaty. Williamson erhielt zudem eine Silbermedaille für seinen Vorlaufeinsatz in der 4-mal-100-Meter-Lagenstaffel und eine Goldmedaille für seinen Vorlaufeinsatz in der 4-mal-100-Meter-Mixed-Lagenstaffel. In beiden Fällen schwamm im Endlauf Zac Stubblety-Cook auf der Brustlage. Bei den australischen Kurzbahnmeisterschaften 2022 siegte Williamson auf allen drei Brustdistanzen. Ende 2022 bei den Kurzbahnweltmeisterschaften in Melbourne erreichte Williamson das Halbfinale über 50 Meter Brust und belegte insgesamt den elften Rang.
Bei den Weltmeisterschaften 2023 in Fukuoka belegte Williamson den vierten Platz über 50 Meter Brust mit 0,03 Sekunden Rückstand auf den Drittplatzierten. Mit der 4-mal-100-Meter-Lagenstaffel gewann Williamson eine Bronzemedaille, wobei er nur im Vorlauf dabei war. In der 4-mal-100-Meter-Mixed-Lagenstaffel schwammen im Vorlauf Bradley Woodward, Sam Williamson, Emma McKeon und Shayna Jack die zweitschnellste Zeit. Im Finale siegte die chinesische Staffel vor Kaylee McKeown, Zac Stubblety-Cook, Matthew Temple und Shayna Jack.
Im Februar 2024 bei den Weltmeisterschaften in Doha schlug Williamson über 100 Meter Brust als Vierter an. Er lag 0,11 Sekunden hinter dem drittplatzierten Adam Peaty und 0,01 Sekunden vor dem fünftplatzierten Niederländer Arno Kamminga. Über 50 Meter Brust siegte Williamson mit 0,07 Sekunden Vorsprung vor dem Italiener Nicolò Martinenghi, der 100-Meter-Weltmeister Nic Fink aus den Vereinigten Staaten wurde Dritter. Die 4-mal-100-Meter-Lagenstaffel verpasste mit der neuntbesten Vorlaufzeit den Finaleinzug um 0,59 Sekunden. In der Mixed-Lagenstaffel schwammen Bradley Woodward, Sam Williamson, Alexandria Perkins und Abbey Harkin die zweitbeste Vorlaufzeit. Im Finale siegte das Quartett aus den Vereinigten Staaten vor Bradley Woodward, Sam Williamson, Brianna Throssell und Shayna Jack. Im Juli bei den Olympischen Spielen 2024 in Paris trat Williamson nur über 100 Meter Brust an. Als 24. der Vorläufe verfehlte er das Halbfinale um eine halbe Sekunde.